# Омолон (річка)
Омолон — річка на півночі Далекого Сходу, протікає по території Магаданської області, Чукотського автономного округу та Республіки Саха (Якутія) в Росії. Права і найбільша притока річки Колими. Належить до водного басейну Східно-Сибірського моря.

## Географія

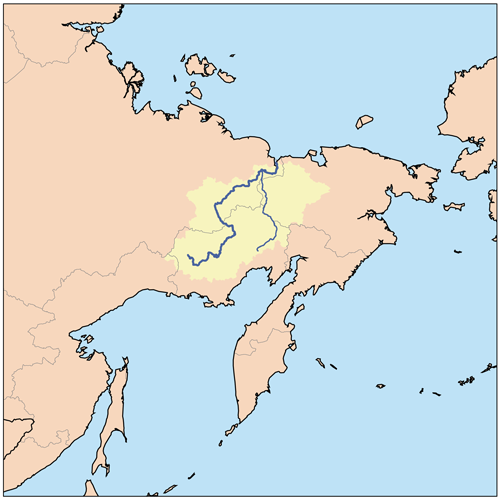
Річки Колима і Омолон на мапі Далекого Сходу

«Омолон» в перекладі з юкагірської мови означає «Хороша річка» (омол — «хороший», он — «річка»). Бере початок зі схилів Отайкачанського хребта і протікає у долині між його відрогами й Колимським хребтом. Тече у вузькій гірській долині в північному напрямку. Нижче правої притоки Кегалі (721 км від гирла Омолона) долина розширюється, річка розбивається на рукави, русло галузиться, петляє, утворюючи безліч проток, плес, затонів і перекатів. Лівобережні притоки, як правило, з'єднуються з основним руслом через крайові протоки. Ширина основного русла в середній течії становить близько 500 м, середня швидкість течії — 1,7-1,9 м/с. Через пухку товщу алювіальних наносів просочується більша частина стоку річки, що сприяє створенню потужних підруслових таликів. В результаті в заплавних ділянках вічна мерзлота слабо впливає на ґрунтові процеси і життя рослин в родючому шарі. Впадає у річку Колиму, із правого берега, навпроти села Колимське.
В острівних заплавах розрізняють три рівні алювіальних терас: низька заплава — затоплюється паводками щороку, середня заплава — затоплюється кожні 3-5 років, висока заплава — затоплюється кожні 7-10 років. Вище цих рівнів розташовується надзаплавна незатоплювана тераса — заболочена рівнина із зарослими старицями і старично-термокарстовими озерами, де переважають болотисті торф'яно-глейові і мерзлотно-тайгові ґрунти.
Довжина Омолона — 1 150 км (за іншими даними 1 114 км), площа басейну — 118 тис. км². Зими в районі річки — одні із найсуворіших в Північній півкулі, річка повністю перемерзає більш ніж на 5 місяців, а у верхів'ях — до 7 місяців. Судноплавна від гирла річки Моркока, на ділянці в 585 км, під час паводку до — 984 км. У басейні — родовища алмазів.

## Судноплавство
Річка є судноплавною до села Омолон, на ділянці за 595 км від гирла і сплавною у нижній течії. У середині червня кожну навігацію здійснювався перегін каравану навантажених барж із селища Зирянка до села Омолон і назад, при цьому з можливою проміжною зимівлею.

## Гідрологія
Живлення річки снігове і дощове, середня витрата води близько 680 м³/с.
Замерзає в кінці жовтня, розкривається в кінці травня — початку червня. Повінь з кінця травня. Другий сезонний паводок настає в другій половині серпня.
У зимовий період вода Омолона ідеально прозора, під час льодоходу має білуватий відтінок, в кінці літа — темнуватий. У прибережних озерах колір води жовтуватий або темний.

## Притоки
Річка Омолон приймає більше півтори сотні різноманітних приток. Найбільші із них (від витоку до гирла):
| Назва притоки   | Довжина,(км) | Площа водозбірного басейну,(км²) | Відстань від гирла Омолона,(км) | Витрата води,(м³/с) |
| ліві притоки    | ліві притоки | ліві притоки                     | ліві притоки                    | ліві притоки        |
| --------------- | ------------ | -------------------------------- | ------------------------------- | ------------------- |
| Крива           | 113          | 617                              | 659                             |                     |
| Хулічан         | 117          | 2 450                            | 644                             |                     |
| Кедон           | 296          | 10 300                           | 499                             |                     |
| Наминдикан      | 199          | 2 410                            | 466                             |                     |
| Монокова        | 156          | 1 500                            | 446                             |                     |
| праві притоки   |              |                                  |                                 |                     |
| Велика Авланджа | 120          | 1 840                            | 814                             |                     |
| Кегалі          | 228          | 10 600                           | 721                             |                     |
| Моланджа        | 185          | 4 490                            | 608                             |                     |
| Уляган          | 140          | 2 010                            | 584                             |                     |
| Олой            | 471          | 23 100                           | 360                             | 113 (205 км)        |
| Кур'я           | 222          | 5 150                            | 260                             |                     |

## Клімат
Клімат в басейні річки різко континентальний, субарктичний, де панує Сибірський антициклон з дуже холодними зимами і відносно жарким літом. Середньорічна температура повітря становить −12,8 °С, абсолютний мінімум зафіксований −61 °C, абсолютний максимум — +34 °C. Річна сума опадів — 240 мм.

## Флора і фауна
Уздовж річки росте близько 550 видів судинних рослин. На прибережних схилах гір розповсюджений кедровий стланик, в острівних заплавах — зарості із чозенії і тополі, місцями — модрина, існування якої відбувається завдяки підрусловим талікам. Також є чагарникові форми — недотрога, седмічник, купир, пижмо, а також рясно плодоносять ягідні чагарники — дика смородина та шипшина.
На заболочених територіях ростуть уруть, кізляк і митник колимський, в мохових листяних — рідкісна хегемона та рододендрон золотистий.
В акваторії Омолона водяться східносибірський харіус, линок, вальок, чукучан, чир, нельма, бабець строкатоплавцевий, щука; в надзаплавних озерах — якутський карась і мересниця озерна.
На узбережжі річки зустрічаються 25 видів ссавців: кілька видів землерийок, летяги, бурундук, заєць-біляк, лемінги. Хижаки представлені бурими ведмедями, вовками, росомахами, лисицями, соболями, ласицями, горностаями, видрами.
У долині Омолона склалися відмінні умови для проживання лосів, де зафіксована їх рекордна щільність.

## Населенні пункти
Береги Омолона малозаселені. Тут розташовано кілька невеликих населених пунктів, в тому числі і селище золотошукачів Мандриково, покинутих своїми мешканцями. Чи не єдине поселення із постійними жителями — село Омолон, розташоване за 595 км від гирла.